# Władimir Noskow
Władimir Aleksandrowicz Noskow (ros. Владимир Александрович Носков, ur. 5 maja 1878 w Jarosławiu, zm. 15 maja 1913 w Chabarowsku) – działacz rosyjskiego ruchu rewolucyjnego.

## Życiorys
W latach 90. XIX w. związał się z ruchem socjaldemokratycznym, w 1898 wstąpił do nowo powstałej SDPRR, w tym samym roku został aresztowany i potem skazany na administracyjne zesłanie do Jarosławia i Woroneża. W 1900 był jednym z organizatorów Północnego Zjazdu SDPRR, w 1902 wyemigrował, od 23 sierpnia 1903 do 22 maja 1905 był członkiem KC SDPRR i w listopadzie 1903 oraz od maja 1904 do lutego 1905 członkiem Zjazdu Partii od KC SDPRR. 22 lutego 1905 został aresztowany, w 1907 odszedł od działalności partyjnej.